# کیامورا (دهانه)

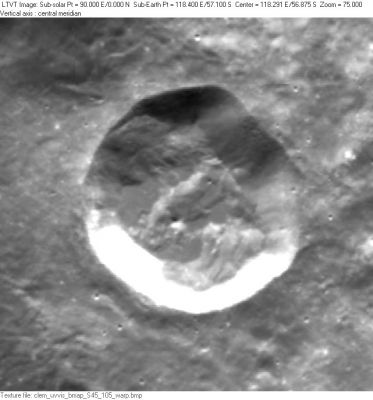
دهانه کیمورا در ماه

کیامورا یک دهانه برخوردی در ماه‌ است.